# Condado de Jefferson (Nebraska)
O Condado de Jefferson é um dos 93 condados do estado norte-americano de Nebraska. A sede do condado é Fairbury, que é também a sua maior cidade. O condado tem uma área de 1492 km² (dos quais 5 km² estão cobertos por água), uma população de 8333 habitantes, e uma densidade populacional de 6 hab/km² (segundo o censo nacional de 2000). Foi fundado em 1856 e recebeu o seu nome em homenagem a Thomas Jefferson (1743-1826), que foi o 3.º presidente dos Estados Unidos (1801-1809), o principal autor da Declaração de Independência dos Estados Unidos e o mais influente dos Pais Fundadores dos Estados Unidos.